# Baby (Odolanów, Gran Polonia)
Baby es un pueblo en el distrito administrativo de la gmina de Odolanów, dentro del distrito de Ostrów Wielkopolski, Voivodato de Gran Polonia, en el centro oeste de Polonia. Se encuentra a 4 kilómetros al norte de Odolanów, a 6 kilómetros al sur de Ostrów Wielkopolski, y a 103 kilómetros al sureste de la capital regional Poznań.
El pueblo tiene 333 habitantes.